# مولاي إبراهيم بن أحمد
مولاي إبراهيم أو مولاي إبراهيم بن أحمد الأمغاري (توفي عام 1661 م)، الملقب بطائر الجبل، كان شيخًا صوفيًا مغربيًا معروفًا.